# Lista de deputados estaduais do Rio Grande do Sul da 49.ª legislatura
Esta é uma lista de deputados estaduais do Rio Grande do Sul. São relacionados o nome civil dos parlamentares que foram eleitos em 1994.

## Composição das bancadas
| Partido | Líder                | Bancada | Posição  |
| ------- | -------------------- | ------- | -------- |
| PPR     | Maria do Carmo Bueno | 13 / 55 | Governo  |
| PTB     | Sérgio Zambiasi      | 10 / 55 | Governo  |
| PMDB    | João Osório          | 10 / 55 | Governo  |
| PDT     | Paulo Azeredo        | 9 / 55  | Oposição |
| PT      | Pepe Vargas          | 6 / 55  | Oposição |
| PSB     | Bernardo de Souza    | 3 / 55  | Oposição |
| PSDB    | Paulo Fernando Vidal | 1 / 55  | Governo  |
| PFL     | Germano Bonow        | 1 / 55  | Governo  |
| PCdoB   | Jussara Cony         | 1 / 55  | Oposição |
| PL      | Onyx Lorenzoni       | 1 / 55  | Governo  |

## Deputados estaduais
| Número | Deputado                        | Partido | Votos   | Cidade onde Nasceu     | Estado            |
| ------ | ------------------------------- | ------- | ------- | ---------------------- | ----------------- |
| 14292  | Sérgio Zambiasi                 | PTB     | 289.025 | Encantado              | Rio Grande do Sul |
| 11200  | Maria do Carmo Bueno            | PPR     | 209.833 | Santa Bárbara do Sul   | Rio Grande do Sul |
| 15138  | João Osório                     | PMDB    | 47.227  | Camaquã                | Rio Grande do Sul |
| 45210  | Paulo Fernando dos Santos Vidal | PSDB    | 36.161  | Erval Grande           | Rio Grande do Sul |
| 12269  | Pompeo de Mattos                | PDT     | 36.107  | Santo Augusto          | Rio Grande do Sul |
| 11285  | Francisco Appio                 | PPR     | 35.497  | Vacaria                | Rio Grande do Sul |
| 40140  | Beto Albuquerque                | PSB     | 34.251  | Passo Fundo            | Rio Grande do Sul |
| 15115  | Giovani Feltes                  | PMDB    | 34.139  | São Leopoldo           | Rio Grande do Sul |
| 11101  | Marco Peixoto                   | PPR     | 31.835  | Santiago               | Rio Grande do Sul |
| 13170  | Flávio Koutzii                  | PT      | 30.894  | Porto Alegre           | Rio Grande do Sul |
| 14191  | Iradir Pietroski                | PTB     | 30.541  | Itatiba do Sul         | Rio Grande do Sul |
| 12209  | Glênio Pereira Lemos [a]        | PDT     | 29.300  | Sant'Ana do Livramento | Rio Grande do Sul |
| 11106  | Arno Frantz                     | PPR     | 29.280  | Santa Cruz do Sul      | Rio Grande do Sul |
| 11133  | José Pereira Alvarez            | PPR     | 29.094  | São Borja              | Rio Grande do Sul |
| 11240  | Adolfo Brito                    | PPR     | 28.846  | Sobradinho             | Rio Grande do Sul |
| 15111  | Antonio Barbedo                 | PMDB    | 27.942  | São Leopoldo           | Rio Grande do Sul |
| 11110  | José Otávio Germano             | PPR     | 27.468  | Cachoeira do Sul       | Rio Grande do Sul |
| 40200  | Bernardo de Souza               | PSB     | 27.383  | Pedro Osório           | Rio Grande do Sul |
| 11210  | Erni Petry                      | PPR     | 26.456  | Arroio do Meio         | Rio Grande do Sul |
| 13115  | Pepe Vargas                     | PT      | 26.277  | Nova Petrópolis        | Rio Grande do Sul |
| 12267  | João Luiz Vargas                | PDT     | 26.011  | São Sepé               | Rio Grande do Sul |
| 13202  | Marcos Rolim                    | PT      | 25.960  | Porto Alegre           | Rio Grande do Sul |
| 15140  | José Ivo Sartori                | PMDB    | 24.739  | Farroupilha            | Rio Grande do Sul |
| 11155  | José Rubens Pillar              | PPR     | 23.903  | São Vicente do Sul     | Rio Grande do Sul |
| 15205  | Jair Foscarini                  | PMDB    | 23.340  | Novo Hamburgo          | Rio Grande do Sul |
| 13138  | José Gomes da Silva Júnior      | PT      | 23.066  | Recife                 | Pernambuco        |
| 11175  | Wilson Mânica                   | PPR     | 22.899  | Ijuí                   | Rio Grande do Sul |
| 14150  | Ledevino Piccinini              | PTB     | 22.830  | Roca Sales             | Rio Grande do Sul |
| 14242  | Sérgio Moraes                   | PTB     | 22.758  | Santa Cruz do Sul      | Rio Grande do Sul |
| 15149  | Gleno Scherer                   | PMDB    | 22.748  | Venâncio Aires         | Rio Grande do Sul |
| 11250  | Valdir Andres                   | PPR     | 22.684  | São Luiz Gonzaga       | Rio Grande do Sul |
| 12270  | Heron Oliveira                  | PDT     | 22.666  | Butiá                  | Rio Grande do Sul |
| 12244  | Paulo Azeredo                   | PDT     | 22.533  | Montenegro             | Rio Grande do Sul |
| 15150  | Alexandre Postal                | PMDB    | 22.176  | Guaporé                | Rio Grande do Sul |
| 12233  | Ciro Simoni                     | PDT     | 22.052  | Porto Alegre           | Rio Grande do Sul |
| 11112  | João Fischer                    | PPR     | 22.031  | Taquara                | Rio Grande do Sul |
| 14102  | Edemar Vargas                   | PTB     | 21.892  | Tupanciretã            | Rio Grande do Sul |
| 15194  | Quintiliano Vieira              | PMDB    | 21.673  | Sant'Ana do Livramento | Rio Grande do Sul |
| 25102  | Germano Bonow                   | PFL     | 21.604  | Porto Alegre           | Rio Grande do Sul |
| 11166  | Vilson Luís Covatti             | PPR     | 21.603  | Palmitinho             | Rio Grande do Sul |
| 65165  | Jussara Cony                    | PCdoB   | 21.530  | Quaraí                 | Rio Grande do Sul |
| 15177  | Cezar Busatto                   | PMDB    | 21.428  | Santa Maria            | Rio Grande do Sul |
| 40123  | Maria Augusta Feldman           | PSB     | 20.852  | Santo Amaro            | Bahia             |
| 15220  | Paulo Odone                     | PMDB    | 20.783  | Porto Alegre           | Rio Grande do Sul |
| 22222  | Onyx Lorenzoni                  | PL      | 20.668  | Porto Alegre           | Rio Grande do Sul |
| 12294  | Giovani Cherini                 | PDT     | 18.965  | Soledade               | Rio Grande do Sul |
| 13199  | Luiz Carlos Casagrande          | PT      | 17.832  | Garibaldi              | Rio Grande do Sul |
| 12255  | Valdir Heck                     | PDT     | 17.515  | Ijuí                   | Rio Grande do Sul |
| 13133  | Luciana Genro                   | PT      | 17.256  | Santa Maria            | Rio Grande do Sul |
| 12212  | Vieira da Cunha                 | PDT     | 17.094  | Cachoeira do Sul       | Rio Grande do Sul |
| 14233  | Eliseu Santos                   | PTB     | 15.875  | Porto Alegre           | Rio Grande do Sul |
| 14201  | Luís Carlos Repiso Riela        | PTB     | 15.547  | Uruguaiana             | Rio Grande do Sul |
| 14120  | Manoel Maria dos Santos         | PTB     | 15.537  | Três Barras            | Santa Catarina    |
| 14147  | Divo Gervásio do Canto          | PTB     | 13.224  | Araranguá              | Santa Catarina    |
| 14226  | Valdir Fraga                    | PTB     | 12.527  | Porto Alegre           | Rio Grande do Sul |

Notas
[a] ^  Kalil Sehbe chegou a assumir o mandato parlamentar, na vaga do deputado Glênio Pereira Lemos.